# Alireza Jahanbakhsh
Alireza Jahanbakhsh (persisch علیرضا جهانبخش, DMG ʿAlīreżā Ǧahānbaḫš; * 11. August 1993 in Jirandeh) ist ein iranischer Fußballspieler und steht seit November 2024 beim niederländischen Erstligisten SC Heerenveen unter Vertrag.

## Karriere

### Verein
Sein Debüt für Damash Gilan in der ersten iranischen Liga gab Jahanbakhsh im Jahr 2008 im Spiel gegen Mes Kerman. Mit damals 17 Jahren war er einer der jüngsten Spieler die jemals für Gillian aufliefen. Sein erstes Tor in der Iranian Pro League schoss er am 31. Juli 2013, als er beim 5:3-Sieg seiner Mannschaft gegen Paykan FC das zwischenzeitliche 1:1 erzielte. Am 25. Mai 2013 gab der NEC Nijmegen seine Verpflichtung bekannt. Bereits am 1. Spieltag der Saison 2013/14 gegen den FC Groningen gab er sein Debüt und wurde damit zum ersten Iraner, der jemals in der Eredivisie zum Einsatz kam. Am 15. Spieltag erzielte er im Spiel gegen AZ Alkmaar seine ersten beiden Tore für den Verein und schoss diesen damit zum 3:2-Sieg. In der Spielzeit 2017/18 wurde Jahanbakhsh dann mit 21 Treffern auch Torschützenkönig der Liga. Anschließend wechselte er für drei Jahre zu Brighton & Hove Albion in die englische Premier League und erzielte dort in 50 Ligapartien zwei Treffer. 2021 kehrte er in die Niederlande zurück und ging zu Feyenoord Rotterdam. Dort gewann er 2023 die nationale Meisterschaft sowie ein Jahr später auch den Pokal. Im Sommer 2024 lief Jahanbakshs Vertrag bei Feyenoord aus und wurde, obgleich es Berichte über mögliche Vertragsgespräche gab, nicht verlängert. Anschließend war er bis zum 6. November 2024 vereinslos, ehe ihn der Ligarivale SC Heerenveen verpflichtete.

### Nationalmannschaft
Mit der U-19-Nationalmannschaft seines Landes nahm er an der U-19-Asienmeisterschaft 2012 teil, bei der er viermal zum Einsatz kam und zwei Tore erzielte. Im Oktober 2013 wurde er das erste Mal in den Kader der iranischen A-Nationalmannschaft berufen. Beim 2:1-Sieg gegen Thailand lief er am 15. Oktober 2013 zum ersten Mal für den Iran auf, als er in der 79. Minute für Masoud Shojaei eingewechselt wurde. Am 1. Juni 2014 wurde er von Nationaltrainer Carlos Queiroz in den Kader des Irans für die Fußball-Weltmeisterschaft 2014 berufen. Er wurde bei allen drei Spielen eingesetzt.
Bei der Fußball-Weltmeisterschaft 2018 stand er im Kader des Iran. In den Spielen gegen Marokko und Portugal stand er in der Startelf, im Spiel gegen Spanien wurde er für Karim Ansarifard eingewechselt.  Der Iran schied als Gruppendritter noch in der Gruppenphase aus. Auch beim WM-Turnier vier Jahre später in Katar kam er zu zwei Einsätzen in der Gruppenphase und schied dort wieder vorzeitig aus. Aktuell kommt Jahanbakhsh auf 89 Länderspiele, in denen er 17 Treffer erzielen konnte.

## Erfolge
- Niederländischer Meister: 2023
- Niederländischer Pokal: 2024

## Auszeichnungen
- Torschützenkönig der niederländischen Eredivisie: 2017/18 (21 Tore)